# Gastonia
Gastonia (il cui nome onora il paleontologo americano Rob Gaston) è un genere estinto di dinosauro ankylosauro nodosauride vissuto nel Cretaceo inferiore, circa 126 milioni di anni fa (Barremiano), in quello che oggi è lo Utah, Nord America. Il genere contiene due specie: la specie tipo G. burgei e G. lorriemcwhinneyae. Come il suo stretto parente polacanthino Polacanthus, il Gastonia possedeva uno spesso scudo sacrale e grandi spine cornee sulle spalle.

## Scoperta e specie

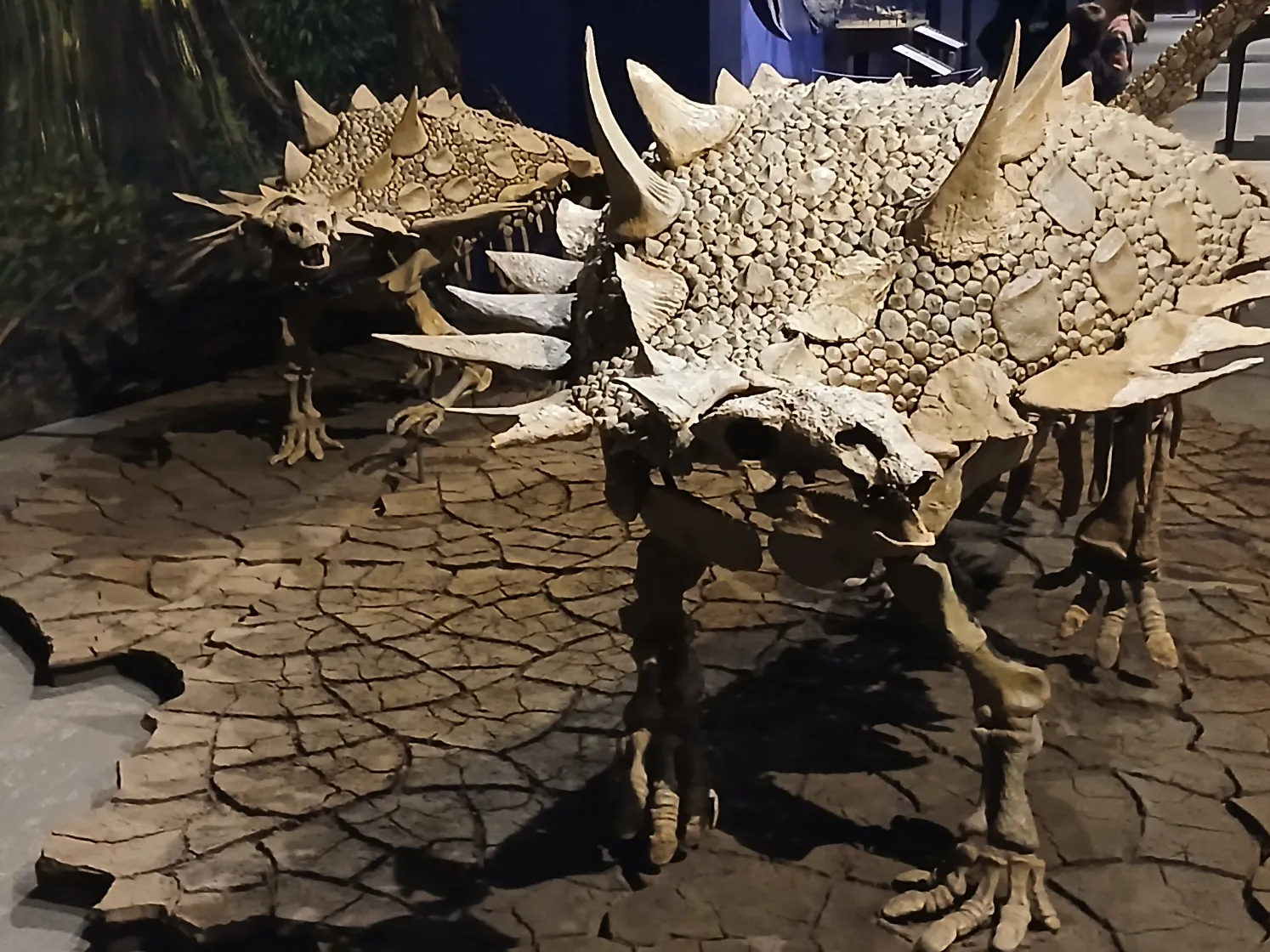
Una coppia di Gastonia in vista frontalmente, al Fernbank Museum

L'esemplare tipo di Gastonia burgei (CEUM 1307) venne scoperto in un letto d'ossa dagli strati calcarei della Formazione Cedar Mountain inferiore nella cava di Yellow Cat, nella Contea di Grand, nello Utah orientale, e consiste in un singolo cranio. L'esemplare tipo venne ritrovato insieme ad altri 4 scheletri parziali di Gastonia, che in seguito sono stati eretti a paratipi del genere, all'esemplare tipo di Utahraptor e un iguanodontide. Gastonia è tra i fossili di dinosauro più comuni all'interno della Formazione Cedar Mountain, con molti individui trovati in diverse cave nel sud-ovest. Nel 2004, il numero di crani ritrovati nella regione era quattro, e nel 2014 questo numero è salito a dieci. Gastonia venne formalmente nominato e descritto da James Kirkland nel 1998, sulla base dell'esemplare olotipo e di altro materiale fossile recuperato a partire dal 1989. Il nome del genere Gastonia rende omaggio al paleontologo statunitense e CEO di Gaston Design Inc. Robert Gaston. Il nome della specie, burgei, rende omaggio al direttore del College of Eastern Utah Prehistoric Museum, Donald L. Burge. Gastonia burgei venne ritrovato nelle rocce del membro Yellow Cat della Formazione Cedar Mountain, che è stata datata al Valanginiano, tra i 139 e i 134,6 milioni di anni fa, nel Cretaceo inferiore.

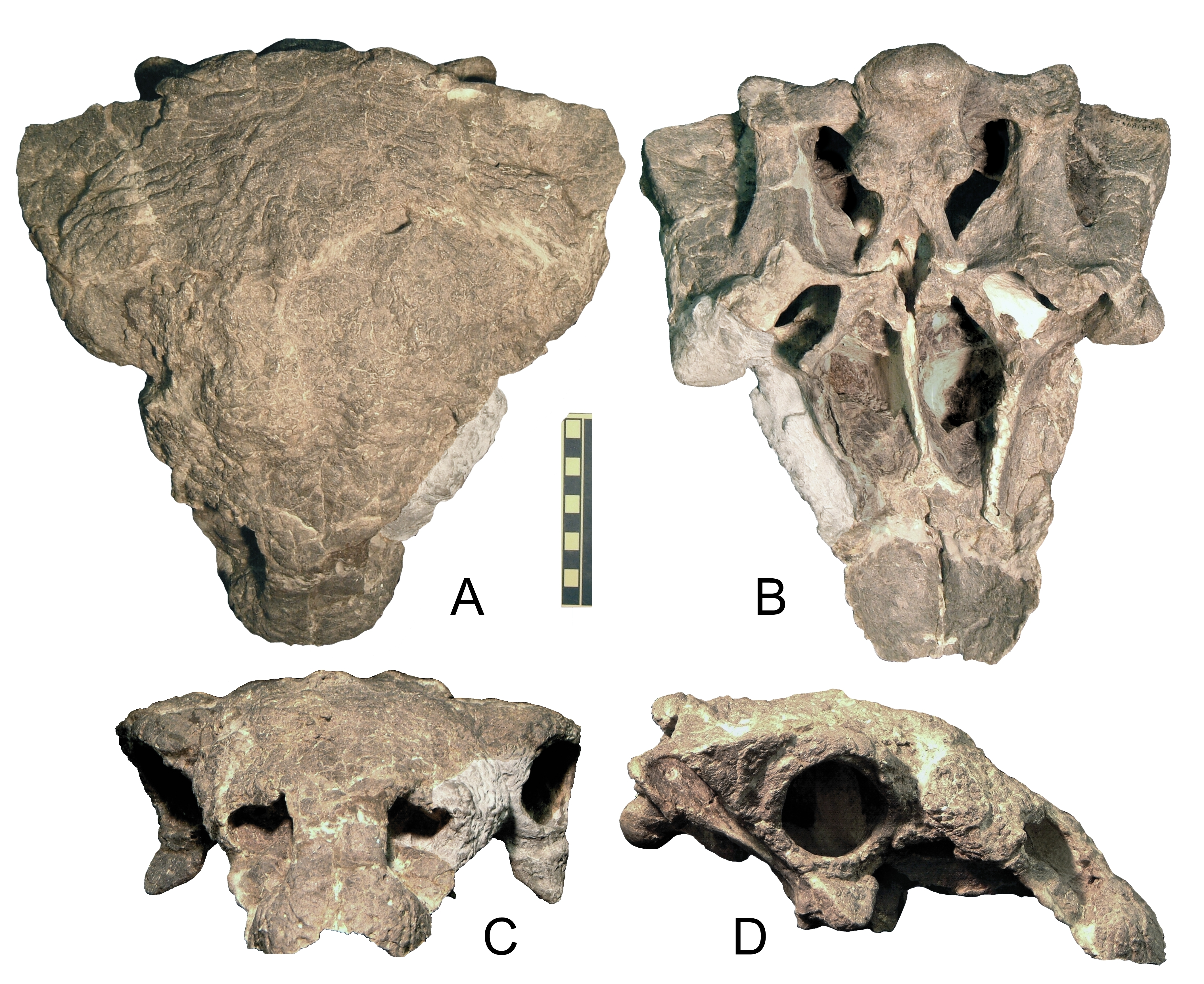
Cranio olotipo di G. burgei (CEUM 1307) in vista superiore (dorsale), inferiore (ventrale), anteriore (C) e laterale destra (D). Scala = 10 cm.

Una seconda specie, G. lorriemcwhinneyae, venne descritta dal Ruby Ranch Member nel 2016 sulla base di un grande letto d'ossa che era stato trovato da Lorrie McWhinney nel 1999, probabilmente formatosi quando un gruppo di questi animali morì durante una siccità o un'alluvione. L'esemplare tipo e i suoi paratipi sono stati raccolti dal Denver Museum of Nature and Science dal sito di Lorrie nella Contea di Grand, Utah, e appartenevano al membro Ruby Ranch della Formazione Cedar Mountain. L'esemplare tipo è incompleto, costituito solo dal tetto del cranio, sebbene molti elementi aggiuntivi siano paratipi provenienti da molte parti dello scheletro.
Nel complesso, Gastonia rappresenta l'ankylosauro basale meglio conosciuto. Tuttavia, una tale ricchezza di materiale disarticolato da un letto di ossa presenta problemi in quanto può essere difficile dire quanti osteodermi e spine avesse effettivamente un singolo individuo.
Alla fine del ventesimo secolo fu montato uno scheletro fatto di calchi in poliuretano di elementi scheletrici di vari individui. Le distorsioni nei fossili furono corrette e gli elementi mancanti completati. Ciò fece di Gastonia il primo dinosauro ankylosauro basale ad essere montato per essere esposto al Denver Museum of Nature and Science, insieme al correlato Gargoyleosaurus.

## Descrizione

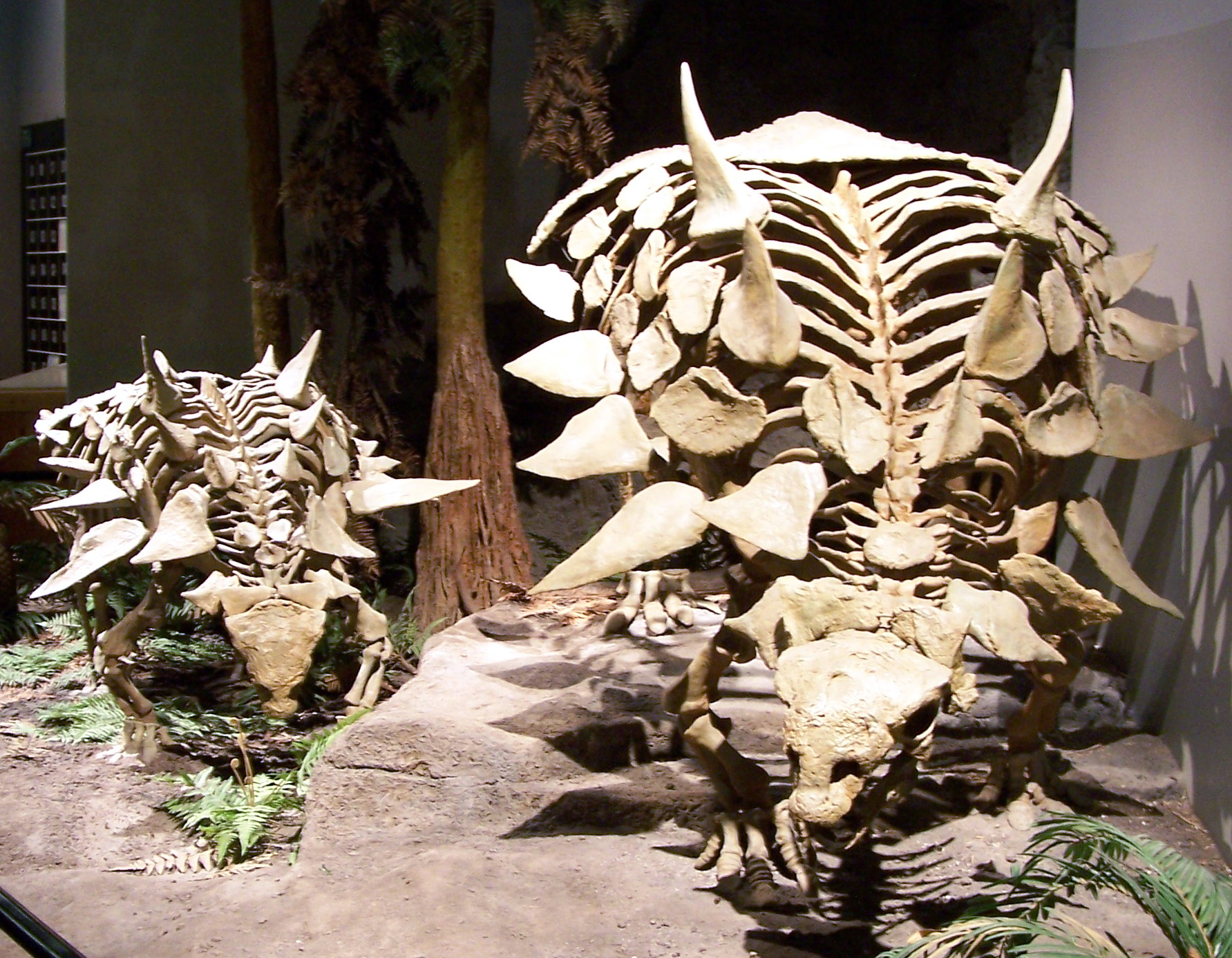
Scheletri di Gastonia.

Questo dinosauro, lungo circa 5 m,  apparteneva alla famiglia Polacanthidae; era il vertebrato terrestre più corazzato che sia mai esistito, dalla corporatura massiccia, Gastonia possedeva alcune protezioni caratteristiche: grandi spuntoni appiattiti e particolarmente acuminati sporgevano dai fianchi per tutta la lunghezza del corpo, e placche appuntite si ergevano dalla sua coda in una maniera tale che avrebbero potuto tagliare in due un oggetto posto fra di loro se solo l'animale avesse piegato il corpo. La regione pelvica era protetta, come in tutti i polacantidi, da un grande scudo osseo costituito da tubercoli fusi insieme. Il cranio era rinforzato e costruito in un modo che suggerisce possibili combattimenti testa a testa fra individui della stessa specie. In aggiunta a ciò, alcune "corna" simili a quelle degli anchilosauridi circondavano il cranio. Gli occhi, stranamente, erano direzionati in avanti, al contrario della maggior parte degli animali erbivori.

## Paleobiologia

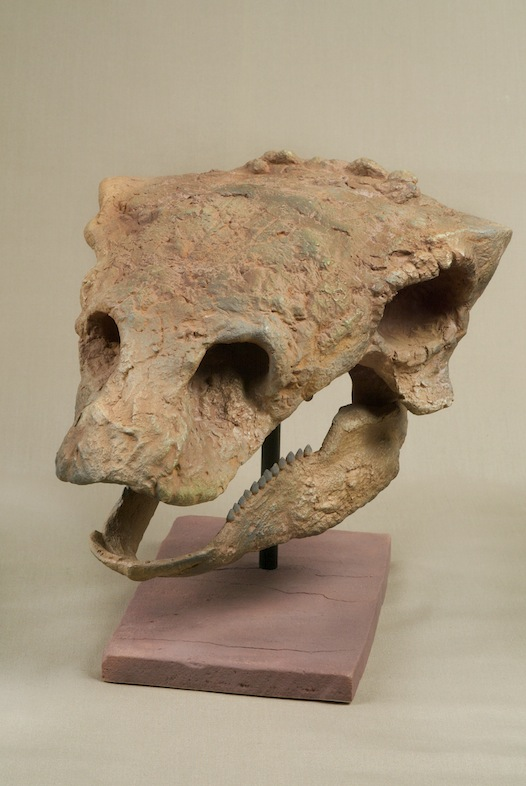
Cranio di Gastonia

Gastonia era un animale piuttosto comune nel Barremiano dello Utah. Accanto a questo grande erbivoro corazzato vivevano altri dinosauri, tra i quali il brachiosauride Cedarosaurus, il terizinosauro Falcarius, il presunto ornitolestide Nedcolbertia e soprattutto il grande dromeosauride Utahraptor, il candidato più probabile a un'eventuale predazione su Gastonia.